# Pecora (Italië)

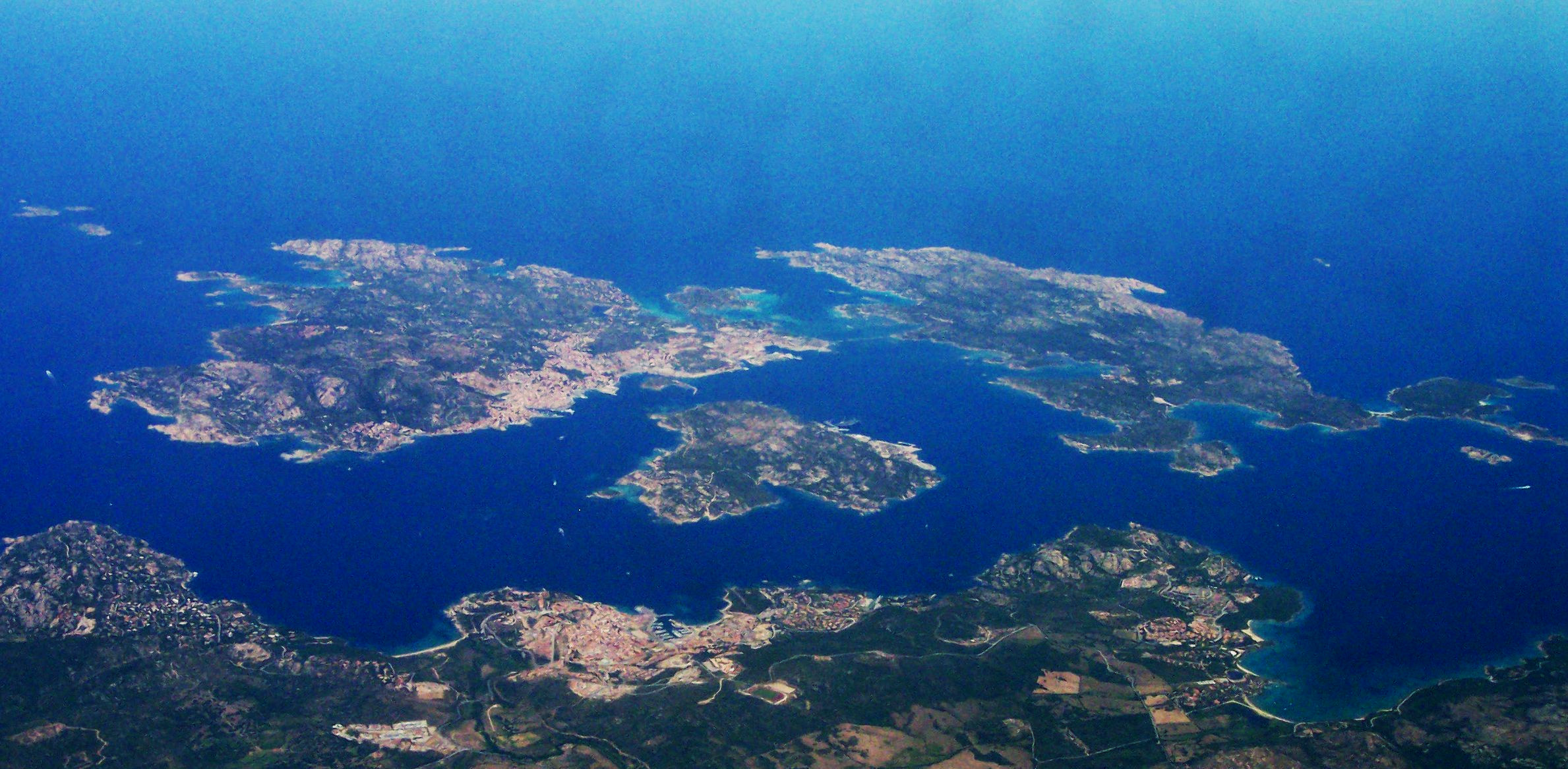
Blik over de La Maddalena-archipel. Pecora bevindt zich uiterst rechts, boven het schiereiland van Caprera. Onder dit schiereiland ligt Porco

Pecora (volledig: Isola Pecora of Isola Pecora di Caprera) is een klein rotseiland in de La Maddalena-archipel voor de kust van het Italiaanse eiland Sardinië.
Het eiland is ruim vierhonderd meter lang en tweehonderd meter breed en ligt tweehonderd meter van de zuidoostkust van het eiland Caprera. De bodem van het eiland bestaat voornamelijk uit gneis en micaschist.